# Tadeusz Wyrwalski
Tadeusz Wyrwalski (ur. 20 września 1923 w Zabłociu, zm. 31 stycznia 2004), puszczańskie miano Wilk Tropiciel, Pawian – lekarz, instruktor harcerski, harcmistrz, woodcrafter. Twórca i inicjator harcerstwa leśnego w Polsce. Prekursor i nestor puszczaństwa "leśnej mądrości", idei głoszonych przez Ernesta Thompsona Setona, których w harcerstwie był gorącym propagatorem. Założyciel i wieloletni wódz Szczepu Harcerzy Leśnych "Watra" im. Wolnego Harcerstwa. Miłośnik kultury i przyrody Beskidów. Autor książek i artykułów w czasopismach o tematyce woodcrafterskiej i harcerskiej.

## Życiorys
Był synem Stanisława Wyrwalskiego, asesora kolejowego, oraz Heleny z Miodońskich. Miał brata, który zginął podczas II wojny światowej. We wczesnej młodości wraz z rodziną zamieszkał w Bielsku, gdzie rozpoczął naukę; następnie Wyrwalscy wrócili do Zabłocia, w którym Tadeusz dokończył szkołę podstawową. Następnie w 1935 rozpoczął edukację w Gimnazjum i Liceum Kopernika w Żywcu. Rok wcześniej wstąpił do harcerstwa. W momencie wybuchu wojny był w 1 klasie liceum. Podczas okupacji jego rodzinę wysiedlono i relokowano w ramach Saybusch Aktion. Pracował wówczas w sklepie elektrycznym. 
Po wojnie w 1946 przystąpił do egzaminu maturalnego. W tym samym roku został przyjęty na biologię na Wydziale Przyrodniczym Uniwersytetu Wrocławskiego, kształcąc się w kierunku fizjologii zwierząt. Na trzecim roku studiów został zatrudniony na uczelni na stanowisku zastępcy asystenta. W 1949 awansował na stanowisko młodszego asystenta. Publikował wówczas w "Polskim Piśmie Entomologicznym". W 1951 obronił pracę magisterską; miała ona tytuł Ciała redukcyjne w hemolimfie owadów. Po uzyskaniu magisterium awansowano go na asystenta.
W 1953 awansowany został na starszego asystenta. Zajmował się wówczas elektrofizjologią, wykorzystaniem elektryczności w biologii. Prowadził na uczelni zajęcia z fizjologii zwierząt oraz z biochemii. W 1954 postanowił przekwalifikować się i, nie przerywając pracy na uczelni, rozpoczął studia medyczne na Akademii Medycznej we Wrocławiu. W 1960 uzyskał dyplom lekarza. W 1961 odbywał staż lekarski we Wrocławiu. Około 1964 zrezygnował z pracy na Wydziale Przyrodniczym UWr, poświęciwszy się zawodowi lekarskiemu. Od 1963 zatrudniony był w Szpitalu Klinicznym nr 5 we Wrocławiu. Zajmował się chirurgią przełyku, publikował w "Wiadomościach Lekarskich", "Polskim Przeglądzie Chirurgicznym", "Polskim Tygodniku Lekarskim". W 1975 zamieszkał na powrót w Żywcu, i znalazł zatrudnienie w szpitalu w Jaworzu, gdzie w latach 1984-1988 był zastępcą ordynatora Oddziału Leczniczo-Rehabilitacyjnego dla Dorosłych. W 1988 przeszedł na emeryturę, choć pracował na niepełny etat do 1996. Został pochowany w grobowcu rodzinnym na cmentarzu parafialnym w Żywcu.

### Harcerstwo
W okresie studiów we Wrocławiu zaangażował się ponownie w działalność harcerską. Działał wówczas w ZHP, a po likwidacji harcerstwa przez władze komunistyczne (1950) organizował nieoficjalne, półlegalne obozy harcerskie w Beskidach. Po reaktywacji ZHP w 1956 powrócił do działalności, jako drużynowy 35. Wrocławskiej Drużyny Harcerzy. W 1958 został zweryfikowany jako instruktor harcerski. W 1958 lub 1959 został drużynowym 34. Drużyny Harcerskiej im. Tadeusza Zawadzkiego. W 1962 został podharcmistrzem, a w 1965 harcmistrzem.
Podczas pobytu we Wrocławiu zetknął się z zagraniczną literaturą woodcrafterską pióra m.in. Johna Hargrave'a i Franza Ludwiga Habbela. W oparciu o ich idee skonstruował polski odpowiednik filozofii woodcrafterskiej, który nazwał puszczaństwem; kładło ono nacisk na relację harcerza z naturą, przyrodoznawstwo, umiejętności przetrwania w dziczy, czerpało również wzorce z mentalności i symboliki indiańskiej. Wiele symboli, odznaczeń, a także sposób organizacji drużyn Wyrwalski opracował w inspiracji niemiecką organizacją Kibbo Kift.
W 1965, przekazawszy 34. Drużynę Harcerską innemu instruktorowi, został drużynowym 35. Drużyny. Na następnych obozach z nią wprowadzał elementu wychowania puszczańskiego. W 1968 zorganizował Szczep Drużyn Leśnych "Watra", składający się z drużyn 34. i 35. i drużyny działającej przy Szkole Podstawowej 57. W latach 70. szczep rozrósł się do ośmiu drużyn. 
Po przeprowadzce do Żywca Wyrwalski utrzymywał kontakty z wrocławskim harcerstwem. Podjął też współpracę z krakowskim ośrodkiem harcerskim, udzielając się jako ekspert w ruchu metodycznym "Harcerskie Poradnictwo". We współpracy z Harcerską Oficyną Wydawniczą w Krakowie przygotował serię podręczników i poradników puszczaństwa. W latach harcerskiej odnowy utrzymywał kontakty z redakcją miesięcznika "Harcerz Rzeczypospolitej" w Krakowie. Publikował w nim i w piśmie "W Kręgu Wodzów" swoje materiały dotyczące puszczaństwa. W latach 90. publikował w szczepowym czasopiśmie "Ćwik".

## Odznaczenia
- Odznaka Budowniczego Wrocławia (1969)[14]
- Krzyż za Zasługi dla ZHP (1970)[21]
- Odznaka "Przyjaciel Dziecka" (1973)[14]
- Odznaka "Zasłużony dla Chorągwi Dolnośląskiej" (1974)[29]
- Honorowy Stopień Harcmistrza Polski Ludowej (1976)[14]

## Wybrane publikacje
- Poradnik harcerza, Harcerska Oficyna Wydawnicza, Kraków 1987[27]
- W drużynie wiejskiej, Harcerska Oficyna Wydawnicza, Kraków 1988[27]
- Rozwój idei puszczańskiej w skautingu 1902-1939, Harcerska Oficyna Wydawnicza, Kraków 1988[27].